# كورتني هوكينز
كورتني هوكينز (بالإنجليزية: Courtney Hawkins)‏ هو لاعب كرة قدم أمريكية أمريكي، ولد في 12 ديسمبر 1969 في فلينت في الولايات المتحدة.

## وصلات خارجية
- كورتني هوكينز على موقع مرجع كرة القدم المحترفة.كوم (الإنجليزية)